# Publilius Syrus
Publilius Syrus (ou, moins correct, Publius Syrus), né en Syrie vers 85 av. J.-C. et décédé à une date inconnue après 43 av. J.-C., est un poète latin.

## Biographie
Amené esclave à Rome, nommé Syrus d'après sa province d'origine, il est éduqué puis affranchi par son maître en raison de ses qualités intellectuelles, de son humour et de ses talents. Il est le principal représentant de l'art mimique avec Decimus Laberius, chevalier romain qu'il aurait vaincu lors d'une joute littéraire en présence de César en 46 av. J.-C., Syrus survécut à César et à Labérius et connut le succès à Rome.
On lui doit des mimes, dont deux titres ont été conservés.
On peut aussi lire ses Sentences, série d'aphorismes extraits de ses pièces. Elles incluent des maximes et des observations piquantes, comme « judex damnatur ubi nocens absolvitur » (« Le juge est condamné quand le coupable est acquitté »). Ces maximes étaient encore appréciées un siècle plus tard par Sénèque.
C'est également à Syrus qu'on attribue la citation « La réputation a une plus grande valeur que l'argent ».

## Œuvre
- Publilius Syrus, Sentences, Les Belles Lettres, 2011